# Iglesia de San Francisco (Licata)
La iglesia de San Francisco es un edificio de culto ubicado en el centro histórico de Licata.

## Historia
Fue construida a principios del siglo XVI, sufriendo graves daños por la incursión turca de 1533. Fue reconstruido en el siglo XVII, siendo su fachada realizada por Giovanni Biagio Amico en 1750.